# Українська велосипедна мережа

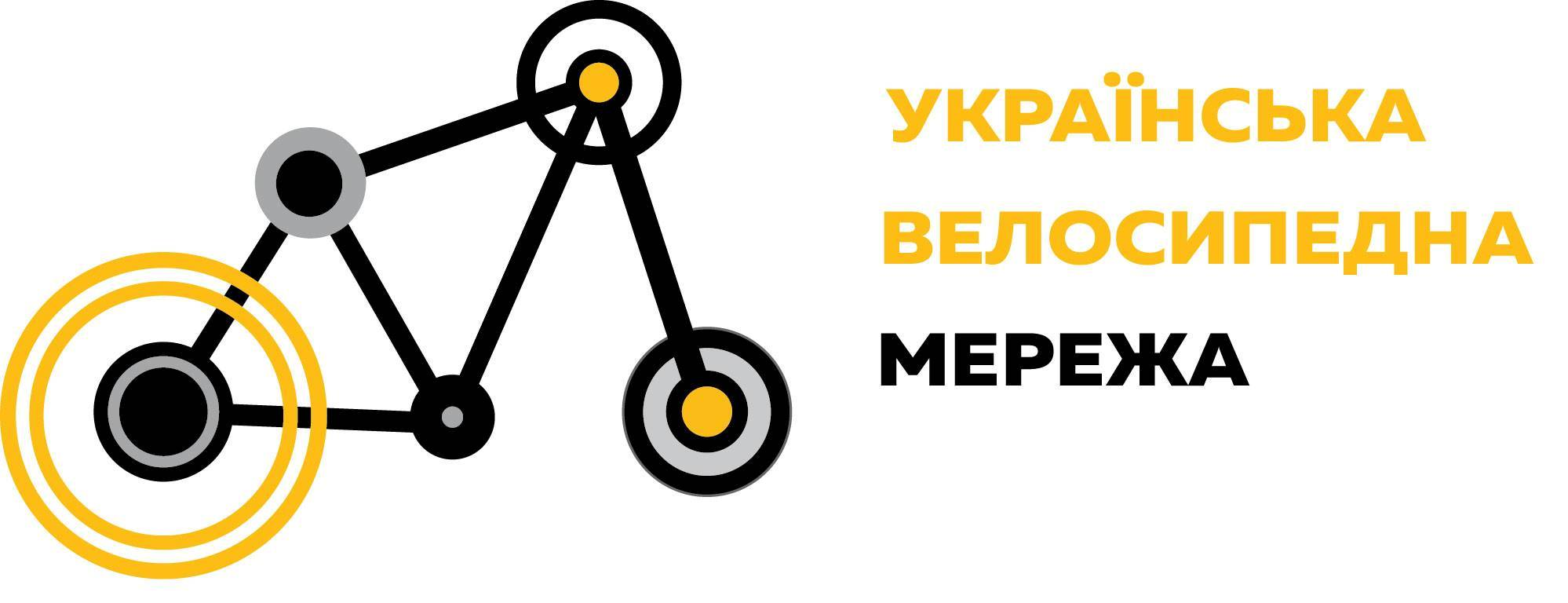
Логотип УВМ

Українська велосипедна мережа (УВМ) — це об’єднання організацій, яке впливає на розвиток велосипедного транспорту в Україні.
УВМ вбачає своєю місією досягнення ситуації, коли кожен може безпечно і комфортно пересуватися велосипедом по всій Україні.

## Історія створення
УВМ започаткована групою лідерів 12 громадських об’єднань, які просувають розвиток велосипедного транспорту в Україні. Перша організаційна зустріч майбутньої Мережі була проведена у березні 2016 року, на якій були визначені основні проблеми, що заважають розвитку велотранспорту у містах. На другій зустрічі, що відбулась 4-5 червня 2016 р у Білій Церкві, було визначено місію, візію та організаційну структуру Мережі, регламент роботи. Пізніше шляхом голосування було обрано Раду УВМ.  
Офіційна презентація Української велосипедної мережі відбулася під час Велофоруму, що відбувся 21-23 жовтня у Харкові. 

## Мета
Метою створення УВМ є консолідація зусиль громадських організацій, неформальних ініціатив, представників виконавчої влади та бізнесу з усіх регіонів України для розвитку велосипедного транспорту та велосипедної інфраструктури в Україні, підвищення рівня безпеки велосипедистів на українських дорогах, популяризації використання велосипедного транспорту.

## Стратегічні цілі
1. Розробка та лобіювання Національної стратегії розвитку велотранспорту. Велотранспорт має стати одним з пріоритетних напрямків сфери транспорту. Ми розглядаємо можливість розробки Національної велостратегії з іноземними експертами. Також ми вимагаємо включати 
розвиток велотранспорту” в інші державні стратегії та закони. Це має затвердити доцільність розвитку велотранспорту у регіонах і містах та забезпечити фінансування тим меріям, які хочуть розвивати велотранспорт.
2. Зміна швидкісного режиму у містах, зокрема, відміну допустимого безкарного перевищення в швидкості на 20 км/год. Швидкість руху у містах має бути такою, щоб при зіткненні авто з велосипедистом останній лишався живим. Це 50 км/год. Ми вимагаємо відміни нештрафованого перевищення швидкості на 20 км/год (зміни до Кодексу України про адміністративні правопорушення) та змін до Правил дорожнього руху.
3. Оновлення Державних будівельних норм, а саме в розділах про проектування та будівництво об’єктів велосипедного призначення. Стандарти проектування доріг та вулиць мають враховувати велотранспорт. Ми вимагаємо внесення змін до Державних будівельних норм, розроблених робочою групою велоактивістів та проектантів на основі німецьких стандартів.

## Організаційна структура

### Загальні збори
Загальні збори – це основний орган управління Мережі. Участь у Загальних зборах можуть брати члени Мережі (делегати організацій-членів), асоціаційовані члени, волонтери та зацікавлені особи. Право голосувати на зборах мають право лише дійсні члени Мережі (які мають оплачений членський внесок та не виключені з Мережі на момент голосування). 
Загальні збори відбуваються раз на два роки (зазвичай, після або під час Велофоруму).

### Рада Мережі
Раду обирають дійсні члени об’єднання на Загальних зборах, терміном на 2 роки. Кількість членів Ради обирається на Загальних зборах, але має бути непарна. Один з членів Ради є Головою Мережі.

### Персонал Мережі
Рішення Загальних зборів та Ради виконують виконавчий директор Мережі, координатори по напрямках, активісти та представники організацій-членів.

## Членство в УВМ
Членами Мережі можуть бути громадські організації чи ініціативи, незалежно від юридичної реєстрації, які займаються розвитком велотранспорту (може бути не основним видом діяльності). Членство може бути дійсним чи асоційованим.  
Дійсним членом Мережі є організація, щодо якої Рада Мережі ухвалила позитивне рішення про приєднання, яка підтримує цілі та принципи Мережі та сплатила членський внесок. Дійсні члени Мережі мають право голосу на Загальних зборах – це основна перевага над асоційованими членами.  
Асоційованими членами Мережі можуть бути організації, що не можуть з певних причин стати дійсними членами (тобто комерційні, державні установи, представники бізнесу, партнери, союзники, або громадські організації, що не займаються розвитком саме велотранспорту). При цьому асоційованими членами не можуть бути політичні та релігійні організації. Асоційовані члени мають поділяти цілі та принципи Мережі, і приймати правила діяльності УВМ. Асоційовані члени мають право користуватися перевагами участі в Мережі (бонуси, навчання, знижки, якщо такі будуть передбачені), але не мають права голосу, не можуть бути обрані до Ради і на посаду Голови. Рішення про надання асоційованого членства ухвалює Рада аналогічно до рішення щодо дійсного членства. 

### Як стати членом УВМ
1. Ознайомитись з основними документами УВМ:
- Регламент роботи
- Меморандум про приєднання
- Мотивація для членів

2. Ухвалити рішення про приєднання до УВМ уповноваженим органом організації (як правило це Рада або загальні збори) та обрати делегата для представництва інтересів у УВМ.
3. Подати документи для вступу в УВМ:
- Онлайн-анкета [Архівовано 3 лютого 2017 у Wayback Machine.] (включає опис  заходів та здобутків організації-кандидата у розвитку велотранспорту)
- Протоколу про ухвалення рішення щодо приєднання до УВМ (протокол слід завантажити на гуглдиск чи інший загальнодоступний ресурс, надати публічний доступ та посилання на нього вказати в онлайн-анкеті).

Рішення Ради про ухвалення приймається протягом 14 днів.

### Члени УВМ
Станом на початок 2017 року членами УВМ є:
1. ГО «ВелоВектор» [Архівовано 18 травня 2019 у Wayback Machine.] (м. Одеса)
2. Urban Inst. (м. Одеса)
3. Асоціація велосипедистів Києва (м. Київ)
4. ГО «Буковинська агенція регіонального розвитку» (м. Чернівці)
5. ГО «Міські Реформи» (м. Харків)
6. ГО «Велокривбас» (м. Кривий Ріг)
7. ГО «Велосипедна Асоціація Павлограда»(м. Павлоград)
8. ГО «СІТІ ЛАБ» (м. Полтава)
9. ГО «Асоціація велосипедистів Черкас» (м. Черкаси)
10. Дніпровська асоціація велосипедистів (м. Дніпро)
11. ГО «Львівська асоціація велосипедистів» (м.Львів)
12. МММГО «Альтер-Спорт» (м. Миколаїв)